# Пауэрбомба
Пауэрбомба (англ. Powerbomb) — приём в реслинге, в котором боец подсаживает противника к себе на плечи и затем с силой бросает на маты спиной. При обычной пауэрбомбе противника сначала хватают за ноги, переворачивая его вниз головой, затем подсаживают на плечи и бросают спиной вниз на маты. Для проведения пауэрбомбы с удержанием (англ. pinning powerbomb) может применяться своеобразный «креветочный захват» (англ. prawn hold).
В соревнованиях по смешанным боевым искусствам пауэрбомба может применяться бойцом, на котором противник пытается применить «треугольник». В реслинге его применяют в основном рестлеры высокого роста и веса, чтобы не дать более низкому и скоростному рестлеру провести «хуррикану». Считается, что первым пауэрбомбу стал применять Лу Тесз.

## Варианты

### Аргентинская пауэрбомба
Рестлер сажает противника на плечи, как при аргентинском бэкбрейкере, хватает голову противника одной рукой, ногу — другой. Затем противника прокручивают в воздухе и бросают на маты: бросающий рестлер может после броска при этом приземлиться на пятую точку. Эй Джей Стайлз использовал подобный приём под названием «рэк-бомба» (англ. Rack Bomb).

### Чоукбомба
Приём также известен как «двуручный чоукслэм с посадкой» (англ. sitout two-handed chokeslam) и «чоукдрайвер» (англ. choke driver). Атакующий рестлер хватает противника за шею обеими руками и поднимает его ввысь, а потом бросает с силы на спину, сам приземляясь при этом на пятую точку. Обычно при этом ноги захваченного противника находятся за спиной у атакующего, что позволяет последнему наклониться и провести удержание (в случае удержания противника всё ещё удерживают за горло). Мэтт Блум применял подобное удержание во всех поединках WWE.

### Распятие
Рестлер хватает противника так, чтобы его голова была на уровне бёдер атакующего, хватает того за живот, поднимает противника на плечо и выставляет руки противника так, чтобы тело захваченного выглядело в форме креста. Для проведения броска рестлер разбегается или падает на колени, сбрасывая противника на маты. В исполнении Шеймуса, который предпочитает разбег, этот приём называется «Высокий Крест» (англ. High Cross); Бритва Рамон предпочитал вариант с падением на колени под названиями «Край бритвы» (англ. Razor Edge), «Край Аутсайдера» (англ. Outsider's Edge) или «Край бриллианта» (англ. Diamonds Edge).

#### Распятие с посадкой
Отличается тем, что атакующий рестлер приземляется на пятую точку с целью проведения удержания. Его применяют Роман Рейнс («Ниагарская бомба», коронный приём), Эдди Герреро («Горный сплэш»), Чёрный Тигр (персонаж японского реслинга, «Бомба чёрного тигра»), Мэтт Харди и Коннан (вариант с верхнего каната).

### Данганская бомба
Придумана Масато Танакой. Рестлер проводит суплекс живот-к-спине, поднимает противника, перехватывает в середине падения, как будто бы для спайнбастера, но затем кладёт ноги противника на плечи и бросает противника на маты, как при падающей пауэрбомбе.

### Двойная пауэрбомба
Может проводиться как одним человеком против двух противников (меньших по комплекции), так и двумя против одного. Один противник сажается на плечи рестлера, как при обычной пауэрбомбе, второго подсаживают на плечи первому (обычно обоих сажают на тёрнбакл), а затем их сбрасывают на маты.

### Двойная пауэрбомба с подкрюком
Также называется «Тигриная бомба» (англ. Tiger Bomb, её придумал Мицухару Мисава. Рестлер наклоняет противника, захватывает его за руки и сводит их за спиной (захват «бабочка»), затем поднимает его в воздух и бросает, переворачивая его так, чтобы тот приземлился на спину. Атакующий рестлер при этом может упасть на колени. Вариант с посадкой называется «Тигриный драйвер» (англ. Tiger Driver). Применяется Ахмедом Джонсоном («Окунание в реку Перл»), Тайлером Бэйтом («Тайлер-Драйвер 97») и Сезаро.

### Пауэрбомба с подъёмом
Отличается от стандартной пауэрбомбы тем, что после подъёма противника не сразу бросают, а поднимают ещё выше на вытянутых руках и только потом сбрасывают. Коронный приём Гробовщика под названием «Последний путь»; вариант с посадкой применяется Кота Ибуси под названием «Золотая звезда».

### Пауэрбомба с падением
Противника подымают точно так же, как и при обычной пауэрбомбе, но рестлер падает вместе с противником на землю. Коронный приём Кейна.

### Пауэрбомба пожарного
Рестлер кладёт противника на плечи горизонтально в позе «пожарного» (англ. fireman's carry), наподобие той, в которой выносят раненых солдат или пострадавших при ЧП. Затем рестлер захватывает ближайшую к нему ногу противника одной рукой, голову — другой рукой. После этого он прокручивает противника в воздухе, перехватывает его за ноги и бросает на маты, либо сам присаживаясь, либо оставаясь на ногах.

### Гансо
Буквальный перевод с японского «гонсо» (яп. 元祖, авторский, оригинальный), автор приёма — Лу Тес. Атакующий рестлер наклоняет противника, захватывает его обеими руками со спины за талию, поднимает противника в вертикальную позу и затем бросает вниз, либо оставаясь на ногах, либо падая на колени. Считается очень опасным приёмом, поскольку при неправильном приземлении высок риск черепно-мозговой травмы или повреждения шеи. 

### Заворот кишок
Согнувшегося противника рестлер захватывает сбоку или спереди (но не так, чтобы голова была на уровне бёдер атакующего), поднимает его вверх, разворачивает его к себе спиной и бросает на маты. Обычно атакующий может приземлиться на пятую точку, но может и упасть на противника. Завершающий приём Джека Сваггера и Стива «Доктора Смерть» Уильямса.

### Обратная пауэрбомба
Также известна как «Обратный лицевой пауэрслэм» (англ. Inverted front powerslam). Атакующий рестлер проводит его на согнувшемся противнике: сначала применяется захват с заворотом кишок (англ. gutwrench waistlock) за талию, потом противника поднимают вверх и кладут ноги на плечи, что схоже с канадским бэкбрейкером. Рестлер затем бросает противника горизонтально на живот, либо оставаясь на ногах, либо приседая, либо падая вперёд. Существует вариант с двойным подкрюком. Коронный приём Рона Симмонса в варианте стоя («Доминатор») и Юдзиро Такахаси в варианте с посадкой («Токийский подлец»).

### Складной нож
Отличается от нормальной пауэрбомбы тем, что противника после проведения пауэрбомбы захватывают затем с помощью одноимённого приёма удержания (сначала поднимают его ноги, затем падают на него и опускают их). В связи с тем, что у Кевина Нэша есть одноимённый приём, который по сути является пауэрбомбой с высвобождением, может возникать путаница.

### На коленях
Отличается от обычной пауэрбомбы тем, что рестлер падает на колени и бросает противника на маты. Фирменный приём Кейна.

### Многочисленные пауэрбомбы
Рестлер проводит один и тот же приём, как следует из названия, неоднократно. Он поднимает противника и бросает его, не выпуская из рук, а затем снова поднимает и бросает до тех пор, пока не посчитает нужным остановиться и провести удержание. Крис Джерико в дебютном бою проделывал пауэрбомбу два раза подряд, а Брок Леснар — три раза подряд.

### Выпрыгивающая пауэрбомба
Противник должен подбежать к рестлеру, который его подбросит в вертикальном положении в воздух, а затем проведёт пауэрбомбу. Коронный приём Кевина Оуэнса и Скотта Штайнера. Возможно также с приземлением атакующего рестлера на пятую точку.

### С высвобождением
Противника поднимают в воздух и затем бросают, не проводя при этом удержание. Его применяли в разное время Кевин Нэш, Биг Ван Вейдер, Крис Бенуа, Сайхо Сид, Лита, Сара Дель Рей, Канонир и Джон Брэдшоу Лэйфилд; коронный приём в исполнении Сэйбл под названием «Бомба Сэйбл» (англ. Sable Bomb).

### С помощью канатов
Лежащего на матах противника рестлер захватывает за ноги, затем противник хватается за канаты обеими руками. Рестлер поднимает противника с матов, который отпускает канаты, и бросает его на маты обратно.

#### Из угла с посадкой
Противник сидит в углу и держится за канаты. Рестлер захватывает его за ноги, сажает на шею, затем опрокидывает на маты, валясь вместе с ним. При падении ноги противника находятся на плечах рестлера, что даёт возможность провести удержание.

### Пауэрбомба с разбега
Рестлер бежит, прежде чем бросить противника, и может даже после броска провести удержание.

### Черпак с подъёмом
Противника сначала захватывают «черпаком», чтобы тело противника располагалось горизонтально по отношению к груди рестлера. Затем его подбрасывают и переворачивают, чтобы тот был на плечах рестлера, и только потом сбрасывают. Это возможно выполнить и сидя. Характерный приём в исполнении Монти «Альфа-самца» Брауна как «Альфа-бомба».

### С посадкой
Атакующий рестлер, бросая противника, приземляется на пятую точку: иногда из такой же позиции он может удержать противника, хотя это предпочитают не все. Может быть характерным и при пауэрбомбе с заворотом кишок. Завершающий приё в исполнении Дзюсима Лайгера («Бомба Лайгера»), Мэтта Моргана и Дейва Батисты («Бомба Батисты»).

### Пращевая пауэрбомба
Из той позиции, в которой находится сидящий на плечах рестлера противник, сам рестлер ударяет своего противника спиной о канат, после чего поворачивается на 180 градусов и благодаря импульсу сбрасывает противника на маты. Приём стал известен благодаря Мизу, который в поединке с Реем Мистерио провёл такую пауэрбомбу, не позволив за секунды до этого Рею провести коронный приём «619».

### Пауэрбомба с вращением
Она же спиральная пауэрбомба (англ. spiral bomb), использовалась Даймондом Далласом Пейджем и Майклом Элджином (завершающий приём). Рестлер сажает противника на плечи, вращается несколько раз, после чего садится и сбрасывает его на маты. В варианте с высвобождением рестлер стоит или опускается на колени. Есть вариант с заворотом кишок, когда точно так же рестлер бросает противника на маты.

### Пауэрбомба с растягиванием
Она же «Драйвер Синий Гром» (англ. Blue Thunder Driver) или «Бомба Синий Гром» (англ. Blue Thunder Bomb), придумана Дзюном Акиямой. Вариант пауэрбомбы с суплексом живот-к-спине: начинается с суплекса, когда рестлер захватывает противника со спины и просовывает голову под руку противника, затем поднимает его, держа за грудь одной рукой и в паховой области другой рукой. После этого он поворачивает того на 180 градусов и бросает на спину, присаживаясь на пятую точку. Завершающий приём Сами Зейна, коронный приём Аполло Крюса (вариация с толчком) и Джона Сины (с падением на колени).

### Кувырок на закате
В Японии известен как «Ёси Тоник». Рестлер заставляет противника наклониться и взбирается ему самому на шею, затем сжимает противника руками за пояс и кувыркается вперёд, чтобы перевернуть противника и сбросить его на маты. Отсюда же возможно удержание. Возможен вариант и с верхнего каната. Приём считается опасным, поскольку если рестлер слишком сильно будет упираться ногами, может получить перелом. Так, в одном из шоу Сет Роллинс получил травму ноги при попытке выполнить подобный приём.

### Супербомба
Атакующий рестлер, стоя в углу на канатах, заставляет противника подняться на верхний канат, затем наклоняет его так, чтобы голова противника была между бёдер рестлера. Далее проводит захват на уровне груди, поднимает противника, переворачивает его и прыгает одновременно вперёд. Противник падает на спину на маты, а проведший приём рестлер либо падает на колени, либо приземляется на пятую точку. Завершающий приём Криса Кандидо под названием «Белый гром среди ясного неба» (англ. Blonde Bombshell).
Есть вариант, при котором противник сидит на верхнем канате, а к нему подбирается рестлер. Рестлер нагибает противника, захватывает его на уровне груди, переворачивает и сажает на плечи, затем поворачивается на 180 градусов и падает вперёд. Противник окажется спиной и плечами на матах, а рестлер либо устоит, либо приземлится на пятую точку. Ещё один вариант придумал Би Джей Уитмер, когда вместе с Джимми Джейкобсом прыгнул в толпу на шоу Ring of Honor в июне 2006 года.

### Громовая огненная пауэрбомба
Также известна как «пауэрбомба через плечо». Рестлер наклоняет противника и переворачивает его вверх ногами, захватывает затем за верхнюю часть туловища или за грудь, поднимает его на плечо, затем наклоняется и бросает противника на спину или живот.

### Тройная пауэрбомба
Пауэрбомба с участием трёх человек, изобретение группировки Щит.

### Пауэрбомба с тёрнбакла
Известна также как «бомба баклов», придумана Кента Кобаси. Рестлер наклоняется вперёд к стоящему противнику, захватывает его за спину, переворачивает его так, чтобы тот сел на колени, затем бросает противника в угол ринга, чтобы тот приземлился спиной в сторону тёрнбакла. Применяется как коронный приём Сетом Роллинсом.

### Пауэрбомба из вертикального суплекса
Приём придумал Кента Кобаси под названием «Давка апельсина» (англ. Orange Crush). Противника поднимают вверх ногами, как при вертикальном суплексе, толкают верхнюю часть тела вперёд, при этом присаживаясь, и завершают приём, как при пауэрбомбе с посадкой.